# 2021–2022-es Európa-liga (selejtezők)
A 2021–2022-es Európa-liga selejtezőit két fordulóban bonyolították le 2021. augusztus 5. és augusztus 26. között. Összesen 28 csapat vett részt a selejzezőn, melyből 16 csapat került át a Bajnokok Ligájából. A rájátszásból 10 csapat jutott be a 32 csapatos csoportkörbe.

## Lebonyolítás
A 3. selejtezőkör két ágon zajlott:
- Bajnoki ág (10 csapat): 10 csapat lépett be a körben (a BL 2. selejtezőkör, bajnoki ágának 10 vesztese)
- Főág (6 csapat): : 6 csapat lépett be a körben (melyből 3 a BL 2. selejtezőkör, nem bajnoki ágának 3 vesztese)

A rájátszás egy ágon zajlott:
- Rájátszás (20 csapat): 12 csapat lépett be a körben (melyből 6 a BL 3. selejtezőkör, bajnoki ágának 6 vesztese), és 8 győztes a 3. selejtezőkörből.

A vesztesek átkerülnek az UEFA Európa Konferencia Ligába az alábbiak szerint:
- A 3. selejtezőkör bajnoki ágának 5 vesztes csapata átkerült a bajnoki ág rájátszásába.
- A 3. selejtezőkör bajnoki ágának 3 vesztes csapata átkerült a főág rájátszásába.
- A rájátszás 10 vesztes csapata átkerült a csoportkörbe.

## Fordulók és időpontok
A mérkőzések időpontjai a következők (az összes sorsolást az UEFA székházában Nyonban, Svájcban tartják).
| Forduló         | Sorsolás dátuma    | 1. mérkőzés         | 2. mérkőzés         |
| --------------- | ------------------ | ------------------- | ------------------- |
| 3. selejtezőkör | 2021. július 19.   | 2021. augusztus 5.  | 2021. augusztus 12. |
| Rájátszás       | 2021. augusztus 2. | 2021. augusztus 19. | 2021. augusztus 26. |

## 3. selejtezőkör
A 3. selejtezőkör sorsolását 2021. július 19-én, 13 órától tartották.

### 3. selejtezőkör, kiemelés
A 3. selejtezőkörben 16 csapat vett részt, kettéosztva a bajnoki ágon és a nem bajnoki ágon. 
- Bajnoki ág: 10 vesztes az UEFA-bajnokok ligája 2. selejtezőkör, bajnoki ágáról. Kiemelés nem alkalmaztak. Az azeri és örmény csapatok nem voltak sorsolhatók egymással.
- Nem bajnoki ág:
  - Kiemelt csapatok: 3 csapat lépett be ebben a körben
  - Nem kiemelt csapatok: 3 vesztes az UEFA-bajnokok ligája 2. selejtezőkör, főágáról.

Az elsőként kisorsolt csapat volt az első mérkőzés pályaválasztója.
- BL: A BL 2. selejtezőköréből kieső csapat, a sorsoláskor nem volt ismert.

| Bajnoki ág |
| --- |
| - Omónia (BL) - Neftçi (BL) - Slovan Bratislava (BL) - Kajrat (BL) - Mura (BL) - HJK (BL) - Lincoln Red Imps (BL) - Flora (BL) - Alashkert (BL) - Žalgiris (BL) |

| Főág                                               | Főág                                               |
| Kiemelt                                            | Nem kiemelt                                        |
| -------------------------------------------------- | -------------------------------------------------- |
| - Jablonec - St. Johnstone - Anórthoszi Ammohósztu | - Celtic (BL) - Galatasaray (BL) - Rapid Wien (BL) |

### 3. selejtezőkör, párosítások
Az első mérkőzéseket 2021. augusztus 5-én, a második mérkőzéseket augusztus 12-én játszották. A párosítások győztesei a rájátszásba, a bajnoki ág vesztesei az UEFA Európa Konferencia Liga rájátszásának bajnoki ágára, a főág vesztesei az UEFA Európa Konferencia Liga rájátszásának főágára kerültek.
| 1. csapat        | Össz.Tooltip Aggregate score | 2. csapat         | 1. mérk. | 2. mérk.   |
| ---------------- | ---------------------------- | ----------------- | -------- | ---------- |
| Bajnoki ág       |                              |                   |          |            |
| Omónia           | 2–2 (t. 5–4)                 | Flora             | 1–0      | 1–2 (h.u.) |
| Mura             | 1–0                          | Žalgiris          | 0–0      | 1–0        |
| Kajrat           | 2–3                          | Alashkert         | 0–0      | 2–3 (h.u.) |
| Lincoln Red Imps | 2–4                          | Slovan Bratislava | 1–3      | 1–1        |
| Neftçi           | 2–5                          | HJK               | 2–2      | 0–3        |
| Nem bajnoki ág   |                              |                   |          |            |
| Jablonec         | 2–7                          | Celtic            | 2–4      | 0–3        |
| Rapid Wien       | 4–2                          | Anórthoszisz      | 3–0      | 1–2        |
| Galatasaray      | 5–3                          | St. Johnstone     | 1–1      | 4–2        |

### 3. selejtezőkör, mérkőzések
| 2021. augusztus 5. 18:00 (19:00 EEST) |

| Omónia      | 1–0               | Flora |
| ----------- | ----------------- | ----- |
| Tzionis 12' | (1–0) Jegyzőkönyv |       |

| GSP Stadium, Strovolos Játékvezető: Radu Petrescu (román) |

| 2021. augusztus 12. 18:00 (19:00 EEST) |

| Flora                                        | 2–1 (h. u.)                 | Omónia                                     |
| -------------------------------------------- | --------------------------- | ------------------------------------------ |
| Sappinen 48' 88'                             | (0–1, 2–1, 2–1) Jegyzőkönyv | Kakoullis 43'                              |
| Büntetőpárbaj                                |                             |                                            |
| Ojamaa Zenjov Lilander Lukka Alliku Reinkort | 4–5                         | Gómez Papoulis Atiemwen Psaltis Lang Yuste |

| A. Le Coq Aréna, Tallinn Játékvezető: Ivan Kružliak (szlovák) |

| 2021. augusztus 5. 20:00 |

| Mura | 0–0         | Žalgiris |
| ---- | ----------- | -------- |
|      | Jegyzőkönyv |          |

| Fazanerija, Muraszombat Játékvezető: Andreas Ekberg (svéd) |

| 2021. augusztus 12. 19:00 (20:00 EEST) |

| Žalgiris | 0–1               | Mura     |
| -------- | ----------------- | -------- |
|          | (0–1) Jegyzőkönyv | Kous 12' |

| LFF Stadium, Vilnius Játékvezető: Bartosz Frankowski (lengyel) |

| 2021. augusztus 5. 16:00 (20:00 ALMT) |

| Kajrat | 0–0         | Alashkert |
| ------ | ----------- | --------- |
|        | Jegyzőkönyv |           |

| Központi stadion, Almati Játékvezető: Alekszej Kulbakov (fehérorosz) |

| 2021. augusztus 12. 17:00 (19:00 AMT) |

| Alashkert                  | 3–2 (h. u.)       | Kajrat                        |
| -------------------------- | ----------------- | ----------------------------- |
| Embaló 43' 50' Glišić 104' | (1–1) Jegyzőkönyv | Abiken 45+1' Shushenachev 61' |

| Vazgen Sargsyan Republican Stadium, Jereván Játékvezető: Lawrence Visser (belga) |

| 2021. augusztus 5. 18:00 |

| Lincoln Red Imps      | 1–3               | Slovan Bratislava               |
| --------------------- | ----------------- | ------------------------------- |
| Walker 73' (11-esből) | (0–1) Jegyzőkönyv | Kashia 16' Zmrhal 48' Henty 69' |

| Victoria Stadion, Gibraltár Játékvezető: Athanasios Tzilos (görög) |

| 2021. augusztus 12. 20:30 |

| Slovan Bratislava | 1–1               | Lincoln Red Imps |
| ----------------- | ----------------- | ---------------- |
| Zmrhal 38'        | (1–0) Jegyzőkönyv | K. Gómez 90'     |

| Tehelné pole, Pozsony Játékvezető: Mikola Balakin (ukrán) |

| 2021. augusztus 5. 19:00 (21:00 AZT) |

| Neftçi                    | 2–2               | HJK                    |
| ------------------------- | ----------------- | ---------------------- |
| Bougrine 59' Mahmudov 80' | (0–0) Jegyzőkönyv | Ro. Riski 61' Jair 65' |

| Eighth Kilometer District Stadium, Baku Játékvezető: William Collum (skót) |

| 2021. augusztus 12. 18:00 (19:00 EEST) |

| HJK                                        | 3–0               | Neftçi |
| ------------------------------------------ | ----------------- | ------ |
| Ri. Riski 46' Ro. Riski 60' (11-esből) 89' | (0–0) Jegyzőkönyv |        |

| Bolt Arena, Helsinki Játékvezető: Deniz Aytekin (német) |

| 2021. augusztus 5. 17:45 |

| Jablonec                     | 2–4               | Celtic                                           |
| ---------------------------- | ----------------- | ------------------------------------------------ |
| Pilař 17' Bitton 85' (öngól) | (1–2) Jegyzőkönyv | Abada 12' Furuhashi 16' Forrest 64' Christie 90' |

| Stadion Střelnice, Jablonec nad Nisou Játékvezető: Halil Umut Meler (török) |

| 2021. augusztus 12. 20:45 (19:45 BST) |

| Celtic                       | 3–0               | Jablonec |
| ---------------------------- | ----------------- | -------- |
| Turnbull 26' 62' Forrest 70' | (1–0) Jegyzőkönyv |          |

| Celtic Park, Glasgow Játékvezető: Daniel Siebert (német) |

| 2021. augusztus 5. 21:05 |

| Rapid Wien                     | 3–0               | Anórthoszisz |
| ------------------------------ | ----------------- | ------------ |
| Kara 35' Fúndasz 65' Grüll 83' | (1–0) Jegyzőkönyv |              |

| Allianz Stadion, Bécs Játékvezető: Maurizio Mariani (olasz) |

| 2021. augusztus 12. 19:00 (20:00 EEST) |

| Anórthoszisz                | 2–1               | Rapid Wien |
| --------------------------- | ----------------- | ---------- |
| Lafferty 45+1' Roushias 88' | (1–0) Jegyzőkönyv | Kara 64'   |

| Antonis Papadopoulos Stadium, Lárnaka Játékvezető: Alekszandar Sztavrev (macedón) |

| 2021. augusztus 5. 20:00 (21:00 TRT) |

| Galatasaray | 1–1               | St. Johnstone       |
| ----------- | ----------------- | ------------------- |
| Boey 60'    | (0–0) Jegyzőkönyv | Kerr 58' (11-esből) |

| Başakşehir Fatih Terim Stadium, Isztambul Játékvezető: Sandro Schärer (svájci) |

| 2021. augusztus 12. 20:00 (19:00 BST) |

| St. Johnstone                     | 2–4               | Galatasaray                                         |
| --------------------------------- | ----------------- | --------------------------------------------------- |
| Çipe 37' (öngól) O'Halloran 90+4' | (1–1) Jegyzőkönyv | Diagne 30' Aktürkoğlu 64' Feghouli 70' Kılınç 90+2' |

| McDiarmid Park, Perth Játékvezető: Andris Treimanis (lett) |

## Rájátszás
A rájátszás sorsolását 2021. augusztus 2-án, 13 órától tartották.

### Rájátszás, kiemelés
A rájátszásban összesen 20 csapat vett részt. A csapatokat négy csoportra osztották a következők szerint:
- 1. kiemeltek: 6 csapat, amely ebben a körben lépett be.
- 2. kiemeltek: 6 vesztes csapat a Bajnokok Ligája 3. selejtezőkörének bajnoki ágáról, amelyek a sorsolás időpontjában ismeretlenek voltak.
- 3. kiemeltek: 5 győztes csapat a 3. selejtezőkör bajnoki ágáról, amelyek a sorsolás időpontjában ismeretlenek voltak.
- 4. kiemeltek: 3 győztes csapat a 3. selejtezőkör főágáról, amelyek a sorsolás időpontjában ismeretlenek voltak.

A sorsolás menete a következő volt:
- A három 4. kiemeltet sorsolták az 1. kiemeltekkel, ameddig a 4. kiemeltek el nem fogytak.
- A maradék három 1. kiemeltet sorsolták a 3. kiemeltekkel, ameddig az 1. kiemeltek el nem fogytak.
- A maradék két 3. kiemeltet sorsolták a 2. kiemeltekkel, ameddig a 3. kiemeltek el nem fogytak.
- A maradék négy 2. kiemeltet maradék egymással sorsolták.

| 1. kiemeltek                                                        | 2. kiemeltek                                                                       | 3. kiemeltek                                          | 4. kiemeltek                        |
| ------------------------------------------------------------------- | ---------------------------------------------------------------------------------- | ----------------------------------------------------- | ----------------------------------- |
| - AZ - Fenerbahçe - Zorja Luhanszk - Antwerp - Sturm Graz - Randers | - Legia Warszawa - Slavia Praha - Olimbiakósz - CFR Cluj - Rangers - Crvena zvezda | - Slovan Bratislava - Mura - Alashkert - Omónia - HJK | - Celtic - Rapid Wien - Galatasaray |

### Rájátszás, párosítások
Az első mérkőzéseket 2021. augusztus 17-én, 18-án és 19-én, a második mérkőzéseket augusztus 26-án játszották. A párosítások győztesei a csoportkörbe, a vesztesek az UEFA Európa Konferencia Liga csoportkörébe kerültek.
| 1. csapat     | Össz.Tooltip Aggregate score | 2. csapat         | 1. mérk. | 2. mérk.   |
| ------------- | ---------------------------- | ----------------- | -------- | ---------- |
| Randers       | 2–3                          | Galatasaray       | 1–1      | 1–2        |
| Rapid Wien    | 6–2                          | Zorja Luhanszk    | 3–0      | 3–2        |
| Celtic        | 3–2                          | AZ                | 2–0      | 1–2        |
| Fenerbahçe    | 6–2                          | HJK               | 1–0      | 5–2        |
| Mura          | 1–5                          | Sturm Graz        | 1–3      | 0–2        |
| Omónia        | 4–4 (t. 2–3)                 | Antwerp           | 4–2      | 0–2 (h.u.) |
| Olimbiakósz   | 5–2                          | Slovan Bratislava | 3–0      | 2–2        |
| Rangers       | 1–0                          | Alashkert         | 1–0      | 0–0        |
| Slavia Praha  | 3–4                          | Legia Warszawa    | 2–2      | 1–2        |
| Crvena zvezda | 6–1                          | CFR Cluj          | 4–0      | 2–1        |

### Rájátszás, mérkőzések
| 2021. augusztus 19. 19:00 |

| Randers       | 1–1               | Galatasaray    |
| ------------- | ----------------- | -------------- |
| Lauenborg 54' | (0–1) Jegyzőkönyv | Aktürkoğlu 26' |

| Randers Stadium, Randers Játékvezető: Jesús Gil Manzano (spanyol) |

| 2021. augusztus 26. 20:00 (21:00 TRT) |

| Galatasaray                           | 2–1               | Randers  |
| ------------------------------------- | ----------------- | -------- |
| Van Aanholt 48' Lauenborg 59' (öngól) | (0–1) Jegyzőkönyv | Egho 11' |

| Recep Tayyip Erdoğan Stadion, Isztambul Játékvezető: Aleksei Kulbakov (fehérorosz) |

| 2021. augusztus 19. 21:00 |

| Rapid Wien                     | 3–0               | Zorja Luhanszk |
| ------------------------------ | ----------------- | -------------- |
| Fúndasz 29' Kara 78' Grüll 86' | (1–0) Jegyzőkönyv |                |

| Allianz Stadion, Bécs Játékvezető: Sandro Schärer (svájci) |

| 2021. augusztus 26. 18:30 (19:30 EEST) |

| Zorja Luhanszk                    | 2–3               | Rapid Wien                       |
| --------------------------------- | ----------------- | -------------------------------- |
| Hladkyy 40' Zahedi 87' (11-esből) | (1–2) Jegyzőkönyv | Grüll 10' Greiml 15' Fúndasz 68' |

| Slavutych-Arena, Zaporizzsja Játékvezető: Kovács István (román) |

| 2021. augusztus 18. 20:45 (19:45 BST) |

| Celtic                              | 2–0               | AZ |
| ----------------------------------- | ----------------- | -- |
| Furuhashi 12' Letschert 61' (öngól) | (1–0) Jegyzőkönyv |    |

| Celtic Park, Glasgow Játékvezető: Ovidiu Haţegan (román) |

| 2021. augusztus 26. 20:15 |

| AZ                              | 2–1               | Celtic       |
| ------------------------------- | ----------------- | ------------ |
| Ábúhlál 6' Starfelt 26' (öngól) | (2–1) Jegyzőkönyv | Furuhashi 3' |

| AFAS Stadion, Alkmaar Játékvezető: Tiago Martins (portugál) |

| 2021. augusztus 19. 20:45 (21:45 TRT) |

| Fenerbahçe    | 1–0               | HJK |
| ------------- | ----------------- | --- |
| Gümüşkaya 65' | (0–0) Jegyzőkönyv |     |

| Şükrü Saracoğlu Stadion, Isztambul Játékvezető: Benoît Bastien (francia) |

| 2021. augusztus 26. 18:00 (19:00 EEST) |

| HJK                         | 2–5               | Fenerbahçe                                                 |
| --------------------------- | ----------------- | ---------------------------------------------------------- |
| Ro. Riski 27' Ri. Riski 88' | (1–2) Jegyzőkönyv | Valencia 11' 14' 52' Şanlıtürk 90+2' Peltola 90+4' (öngól) |

| Bolt Arena, Helsinki Játékvezető: Ivan Kružliak (szlovák) |

| 2021. augusztus 19. 20:00 |

| Mura       | 1–3               | Sturm Graz                                          |
| ---------- | ----------------- | --------------------------------------------------- |
| Škoflek 3' | (1–1) Jegyzőkönyv | Jantscher 18' (11-esből) Kiteishvili 61' Yeboah 63' |

| Fazanerija, Muraszombat Játékvezető: Michael Oliver (angol) |

| 2021. augusztus 26. 21:00 |

| Sturm Graz                    | 2–0               | Mura |
| ----------------------------- | ----------------- | ---- |
| Kiteishvili 39' Jantscher 66' | (1–0) Jegyzőkönyv |      |

| Liebenauer Stadium, Graz Játékvezető: José María Sánchez (spanyol) |

| 2021. augusztus 19. 18:00 (19:00 EEST) |

| Omónia                                               | 4–2               | Antwerp                |
| ---------------------------------------------------- | ----------------- | ---------------------- |
| Loizou 43' 56' Kakoullis 49' Atiemwen 84' (11-esből) | (1–1) Jegyzőkönyv | Benson 26' Miyoshi 62' |

| GSZP Stadion, Nicosia Játékvezető: Andreas Ekberg (svéd) |

| 2021. augusztus 26. 21:00 |

| Antwerp                              | 2–0 (h. u.)                 | Omónia                                 |
| ------------------------------------ | --------------------------- | -------------------------------------- |
| Miyoshi 28' Gerkens 84'              | (1–0, 2–0, 2–0) Jegyzőkönyv |                                        |
| Büntetőpárbaj                        |                             |                                        |
| Verstraete Gerkens Eggestein Miyoshi | 3–2                         | Gómez Atiemwen Lecjaks Yuste Zachariou |

| Bosuilstadion, Antwerpen Játékvezető: Andris Treimanis (lett) |

| 2021. augusztus 19. 21:00 (22:00 EEST) |

| Olimbiakósz                               | 3–0               | Slovan Bratislava |
| ----------------------------------------- | ----------------- | ----------------- |
| Camara 37' Cissé 52' Bozhikov 68' (öngól) | (1–0) Jegyzőkönyv |                   |

| Karaiszkákisz Stadion, Pireusz Játékvezető: Marco Guida (olasz) |

| 2021. augusztus 26. 20:45 |

| Slovan Bratislava   | 2–2               | Olimbiakósz               |
| ------------------- | ----------------- | ------------------------- |
| Henty 42' Green 62' | (1–1) Jegyzőkönyv | El-Arabi 33' Onyekuru 54' |

| Tehelné pole, Pozsony Játékvezető: Deniz Aytekin (német) |

| 2021. augusztus 19. 21:00 (20:00 BST) |

| Rangers     | 1–0               | Alashkert |
| ----------- | ----------------- | --------- |
| Morelos 67' | (0–0) Jegyzőkönyv |           |

| Ibrox Stadion, Glasgow Játékvezető: Anasztásziosz Szidirópulosz (görög) |

| 2021. augusztus 26. 17:00 (19:00 AMT) |

| Alashkert | 0–0         | Rangers |
| --------- | ----------- | ------- |
|           | Jegyzőkönyv |         |

| Vazgen Sargsyan Republican Stadium, Jereván Játékvezető: Tobias Stieler (német) |

| 2021. augusztus 19. 19:00 |

| Slavia Praha           | 2–2               | Legia Warszawa           |
| ---------------------- | ----------------- | ------------------------ |
| Bah 33' Masopust 45+3' | (2–2) Jegyzőkönyv | Emreli 20' Juranović 37' |

| Sinobo Stadion, Prága Játékvezető: Felix Zwayer (német) |

| 2021. augusztus 26. 21:00 |

| Legia Warszawa | 2–1               | Slavia Praha |
| -------------- | ----------------- | ------------ |
| Emreli 59' 70' | (0–1) Jegyzőkönyv | Ekpai 45'    |

| Stadion Wojska Polskiego, Varsó Játékvezető: Artur Soares Dias (portugál) |

| 2021. augusztus 17. 21:00 |

| Crvena zvezda                          | 4–0               | CFR Cluj |
| -------------------------------------- | ----------------- | -------- |
| Pavkov 5' Katai 38' Ben 68' Ivanić 77' | (2–0) Jegyzőkönyv |          |

| Rajko Mitić Stadion, Belgrád Játékvezető: Georgi Kabakov (bolgár) |

| 2021. augusztus 26. 20:30 (21:30 EEST) |

| CFR Cluj     | 1–2               | Crvena zvezda                  |
| ------------ | ----------------- | ------------------------------ |
| Debeljuh 34' | (1–1) Jegyzőkönyv | Katai 5' (11-esből) Pavkov 53' |

| Dr. Constantin Rădulescu, Kolozsvár Játékvezető: Michael Oliver (angol) |